# أنيكا بيكر
أنيكا بيكر (بالألمانية: Annika Becker)‏ (ولدت. 1981  م) هي منافسة ألعاب القوى، والقافزة بالزانة ألمانية، ولدت في روتنبورغ أن در فولدا.

## روابط خارجية
- أنيكا بيكر على موقع الاتحاد الدولي لألعاب القوى (الإنجليزية)